# Amara
Amara（アマラ）は、参加型文化財団による非営利プロジェクトで、ユーザーが動画に字幕を付けたりその動画を視聴したりすることを補助するためのツール。YouTube、Vimeo、Ustreamなどの多くの主な動画サイトで用いることができる。

## 提携
2013年12月14日、Amazon Smileの寄付先にAmaraを選ぶことができるようになった。

## 受賞
2011年10月28日、連邦通信委員会はAmaraにアクセス性向上賞を授与した。2011年、Amaraは言語間の「ギャップを橋渡しした」ことが評価され、国際連合の文明の同盟とBMWが共同で運営する第9回異文化間イノベーション賞を受賞した
。